# Belemnitida
Belemnitida es un orden extinto de cefalópodos que existieron durante la era Mesozoica, desde el Hettangiense del bajo  Jurásico hasta el Maastrichtiense del alto Cretácico. 

## Descripción

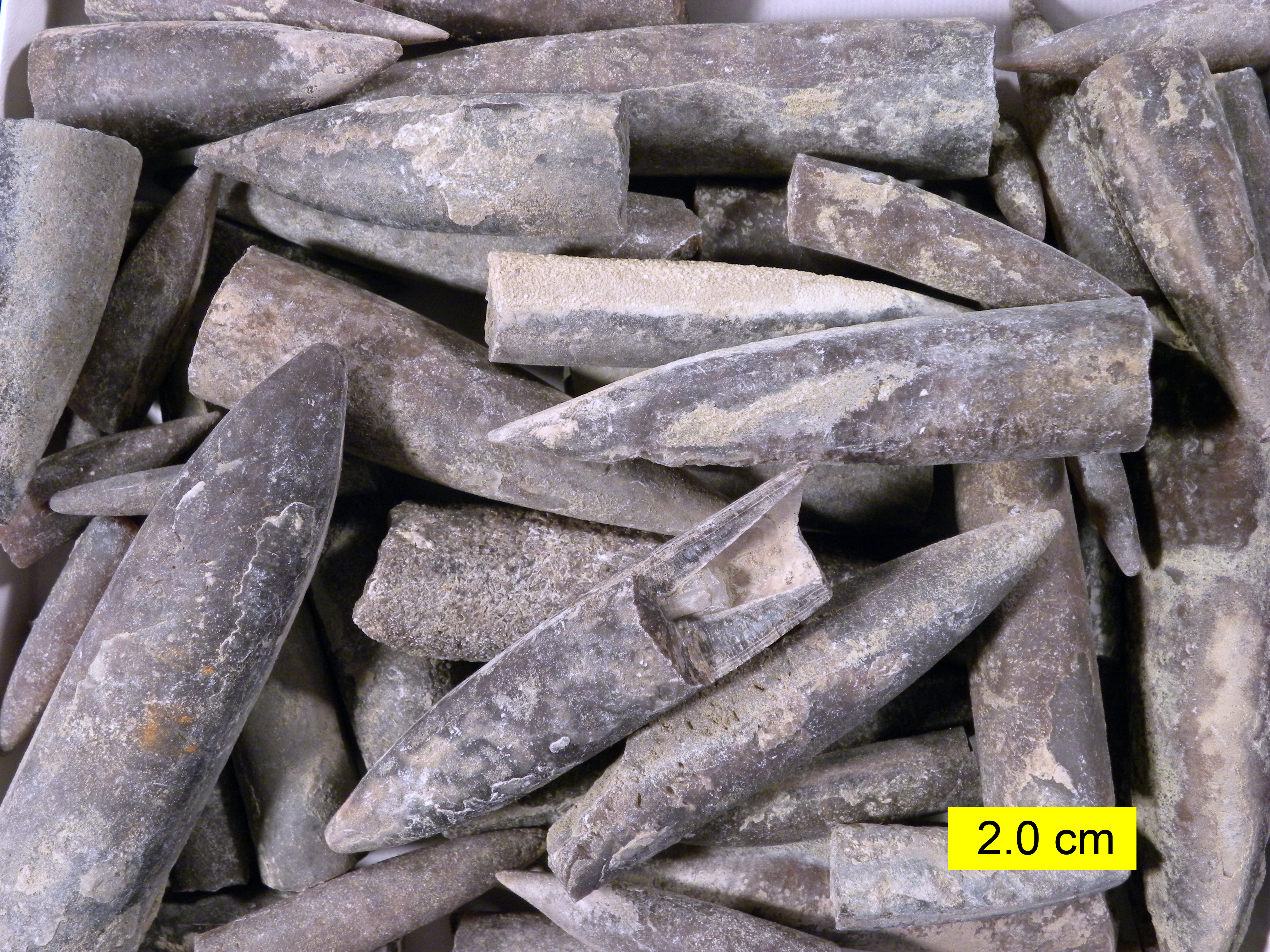
Rostrums fosilizados de belemnites del Jurásico en Wyoming.

Los belemnitidos eran en su exterior similares a un calamar. Tenían diez brazos de igual longitud, todos con pequeños ganchos curvos hacia adentro que utilizaban para agarrar sus presas. Sin embargo, no poseían el par de tentáculos especializados que poseen los  calamares modernos.
Los belemnitidos (y otros belemnoides) se diferenciaban de los calamares modernos en cuanto tenían esqueletos internos. El esqueleto interno está compuesto del rostrum (plural: rostra), una estructura sólida en la parte posterior de los  animales. Por lo general el rostrum tenía forma de bala y se proyectaba en forma prominente hacia atrás, pero en el suborden Belemnotheutina, solo era una capa delgada. Mientras que la porción heredada del esqueleto interno era de aragonita, el rostrum evolucionado estaba compuesto de calcita. A causa de que la calcita posee una constitución geológicamente más estable, a menudo el rostrum es el único resto que se ha preservado de estos animales, a menudo en grandes cantidades en una zona determinada.
A su vez el rostrum se encuentra adosado a una cáscara cónica con cámaras denominado el fragmocono. En el extremo del fragmocono debajo del rostrum se encuentra una pequeña esfera o nódulo en forma de taza denominado la protoconcha, los restos de la concha embrionaria. El espacio entre el fragmocono y el  rostrum es denominado el alveolus (plural: alveoli). La parte anterior del  fragmocono es una estructura delgada muy frágil denominado el proostracum (plural: proostraca). Posee forma de cuchara, y se extiende sobre la parte dorsal del manto.